# 蕭勁光故居

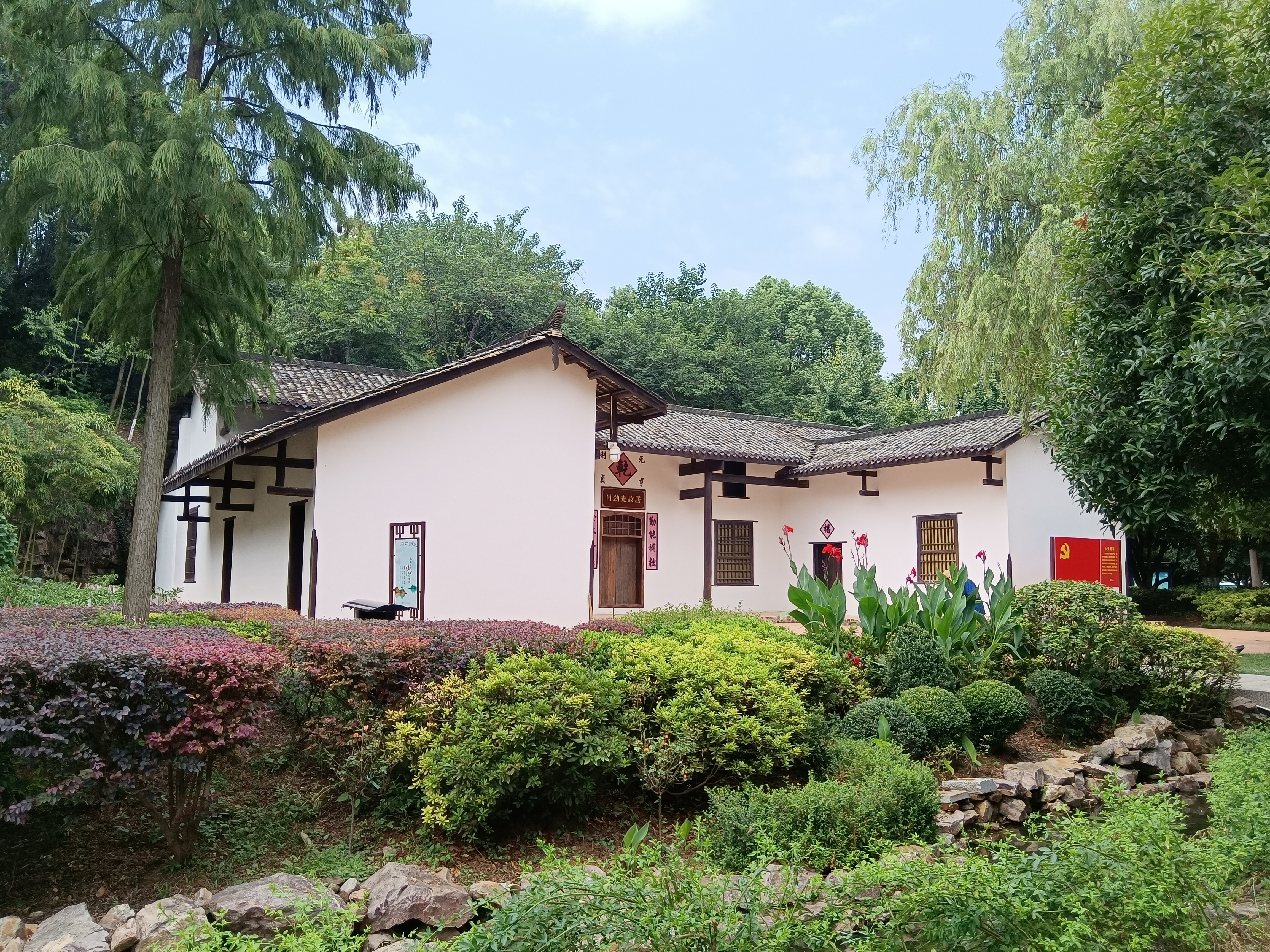
蕭勁光故居

蕭勁光故居（しょうけいこうこきょ）は、中国人民解放軍海軍の創設者、蕭勁光の生家である
。湖南省長沙市岳麓区天馬村趙洲港に位置する。敷地面積は700m2、建築面積350m2。土木構造。部屋が全部で14間ある。

## 歴史
1903年1月4日、蕭勁光はこの地で誕生した
。
2011年、湖南省人民政府は故居を湖南省重点文物保護単位に認定した。同年、中国共産党湖南省委員会宣伝部は故居を湖南省愛国主義教育基地に認定した。

## 周辺
- 湖南師範大学
- 湖南大学
- 天馬山
- 嶽麓山